# Карабулак (Ташкентская область)
Карабула́к — посёлок (кишлак) в Бостанлыкском районе Ташкентской области Узбекистана, к северо-востоку от Чарвакского водохранилища, на высоте свыше 1000 метров на уровнем моря, на восточном склоне Угамского горного хребта (Западный Тянь-Шань). Посёлок расположен среди зелени на правом берегу реки Пскем.

## История
Своё название кишлак получил в древности от мощного родника, берущего начало в окрестностях посёлка. Кара булак — переводится с тюркских как Чёрный родник.
Кишлак Карабулак с исторической точки зрения интересен ещё и тем, что в его окрестностях в январе 1919 года группа офицеров численностью около ста человек после отступления из Ташкента после поражения антибольшевистского мятежа в течение трёх суток вела бой с превосходящими силами правительственных войск Туркестанской республики.

## Климат
Климат в этой местности очень комфортный. Окружающие её предгорья и Чарвакское водохранилище, которые увлажняют и охлаждают воздух летом (+30 °C), оказывают непосредственное влияние на климат местности. Зимой холодно (до −20 °C). Осадки в виде дождя преимущественно выпадают весной и осенью..

## Местоположение

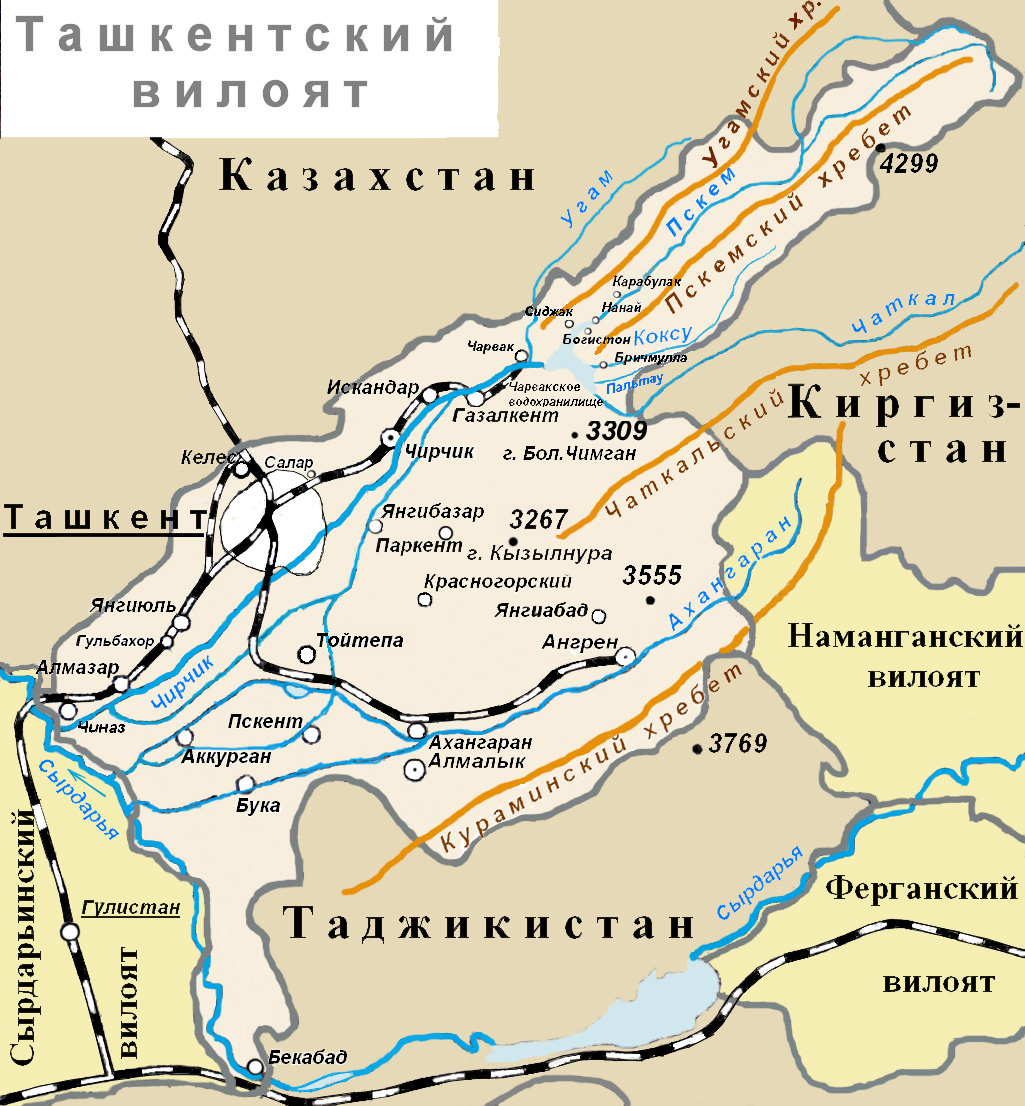
Расположение посёлка Карабулак на схематической карте Ташкентского вилоята (области)

Посёлок Карабулак расположен в 150 км (приблизительно в 3,5 часах езды) от Ташкента. Доехать до посёлка можно: через плотину Чарвакского водохранилища или через перевал Меловой и, далее через Чимган и Бричмуллу. Ближайшая железнодорожная станция Ходжикент железной дороги, идущей от Ташкента, расположена недалеко от поселка городского типа Чарвак.